# Manuel Fernandes da Silveira
Manuel Fernandes da Silveira (Estância, 1725 — Salvador, 26 de novembro de 1829) foi um militar e político brasileiro.
Foi o primeiro presidente da província de Sergipe, nomeado por carta imperial de 25 de novembro de 1823, presidindo a província de 5 de março de 1824 a 15 de fevereiro de 1825.